# Myotis anjouanensis
Myotis anjouanensis és una espècie de ratpenat de la família dels vespertiliònids. És endèmic de l'illa d'Anjouan (Comores). No se sap gaire cosa sobre el seu hàbitat natural. Es desconeix si hi ha cap amenaça significativa per a la supervivència d'aquesta espècie. La falta de dades sobre aquesta espècie és deguda en part al fet que fou separada recentment de l'espècie M. goudoti.